# JaQuori McLaughlin
JaQuori McLaughlin (Port Angeles, Washington; 29 de enero de 1998) es un jugador de baloncesto estadounidense  que pertenece a la plantilla del Pelita Jaya BC de la Liga de Indonesia. Con 1,93 metros de estatura, juega en la posición de base. 

## Trayectoria deportiva

### Universidad
Jugó una temporada con los Beavers de la Universidad Estatal de Oregón, en la que promedió 10,5 puntos, 2,2 rebotes y 3,3 asistencias por partido. Antes de su segundo año, McLaughlin comenzó a sufrir un trastorno de estrés postraumático después de presenciar un ataque terrorista durante el viaje de verano de su equipo a España. Tras seis partidos en la temporada, dejó el equipo.
Fue transferido a los Gauchos de la Universidad de California en Santa Bárbara, donde disputó tres temporadas más, promediando 13,0 puntos, 4,1 asistencias y 3,2 rebotes por partido. Al términod e su año sénior recibió el galardón de Jugador del Año de la Big West Conference, tras promediar 16,0 puntos y 5,2 asistencias. Al término del mismo se declaró elegible para el draft de la NBA, renunciando a su temporada extra de elegibilidad.

#### Estadísticas
| Año     | Equipo           | PJ  | PT  | MPP  | %TC  | %3P  | %TL   | RPP | APP | ROB | TPP | PPP  |
| ------- | ---------------- | --- | --- | ---- | ---- | ---- | ----- | --- | --- | --- | --- | ---- |
| 2016–17 | Oregon State     | 32  | 30  | 33.8 | .383 | .367 | .743  | 2.2 | 3.3 | .8  | .3  | 10.5 |
| 2017–18 | Oregon State     | 6   | 5   | 26.0 | .238 | .000 | 1.000 | 2.7 | 3.7 | 1.5 | .5  | 2.7  |
| 2018–19 | UC Santa Barbara | 32  | 32  | 32.3 | .360 | .343 | .763  | 2.8 | 3.2 | .8  | .2  | 10.3 |
| 2019–20 | UC Santa Barbara | 30  | 30  | 34.2 | .444 | .407 | .799  | 3.3 | 4.1 | 1.0 | .2  | 13.4 |
| 2020–21 | UC Santa Barbara | 26  | 26  | 32.3 | .488 | .408 | .832  | 3.5 | 5.2 | 1.5 | .2  | 16.0 |
| Total   | Total            | 126 | 123 | 32.8 | .415 | .370 | .794  | 2.9 | 3.9 | 1.0 | .2  | 11.9 |

### Profesional
Tras no ser elegido en el Draft de la NBA de 2021, el 3 de septiembre firmó un contrato dual con los Dallas Mavericks, que le permite jugar además en su filial de la G League, los Texas Legends. El 10 de enero fue desperdido por los Mavericks, firmando posteriormente con los Santa Cruz Warriors de la liga de desarrollo.